# Fudōkan
Fudōkan (jap. 不動館 fudōkan) – jeden z odrębnych stylów karate, stworzony przez serbskiego nauczyciela karate, prof. dr Iliję Jorga. Jako dyscyplina oficjalnie istnieje od 1980 roku. 

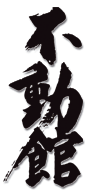

Jest to walka bez broni. Fudōkan łączy elementy tradycyjnego karate z formami widowiskowymi, atrakcyjnymi dla widza. Od karate różni się też przepisami współzawodnictwa.
Światową organizacją zajmującą się karate fudokan jest World Traditional Fudokan Shotokan Karate-do Federation (WTFSKF) z siedzibą w Zurychu, w Szwajcarii. W Polsce jedynym przedstawicielem dyscypliny karate fudokan jest zarejestrowany w 2008 roku Polski Związek Karate Fudokan (PZKF) z siedzibą w Warszawie.
Skład pierwszego Zarządu PZKF, wybranego w dniach 4-6 kwietnia 2008 w Warszawie:
- Prezes – mgr inż. Dariusz Stanisław Bajkowski 7 dan
- Wiceprezes – mgr Maciej Józef Grubski 6 dan
- Wiceprezes – dr Krzysztof Tadeusz Szczypiorski 1 dan.